# 黑罗尔德施塔特
黑罗尔德施塔特是德国巴登-符腾堡州的一个市镇。总面积22.58平方公里，总人口2790人，其中男性1391人，女性1399人（2011年12月31日），人口密度124人/平方公里。